# バンガー (北アイルランド)
バンガー (Bangor) は、イギリス、北アイルランドのアーズ・アンド・ノース・ダウン行政区の中心都市。2015年の人口は6万2460人。面積は19.56km2。人口密度は3193.3人/km2。

## 概要
ベルファスト湾南岸の海岸リゾートで、ベルファスト都市圏内にある。2007年、バンガーはアルスター・テレビの視聴者によって、北アイルランドで最も住むのに理想的な都市に選ばれた。大ベルファストのベッドダウンと考えることもできる。バンガーは、ベルファスト中心部より東に22kmに位置し、ジョージ・ベスト・ベルファスト・シティ空港からそれほど離れていない。
地域経済にとって観光業が重要な産業となっており、特に夏期には多くの観光客が訪れる。また長い間遅れていた海辺の再開発の計画がされており、タウン内にある有名な歴史的建物は、バンガーの古い税関である。バンガーマリーナは、アイルランドで最も大きいマリーナの一つである。

## 姉妹都市
- オーストリア・ブレゲンツ
- ドイツ・プリュム
- アメリカ合衆国・バージニアビーチ